# Вульферт, Густав Александрович
Густав (Густав-Михаил-Константин) Александрович фон Вульферт (1840—1894) — генерал-майор, герой штурма Ташкента в 1865 году.

## Биография
Происходил из дворян Великого княжества Финляндского, сын начальника Финляндского почтового ведомства, действительного статского советника Александра Густавовича фон Вульферта. Вероисповедания лютеранского, родился 18 сентября 1840 года.
Образование получил в Пажеском корпусе, из которого выпущен 16 июня 1860 года прапорщиком в лейб-гвардии Царскосельский стрелковый батальон.
17 апреля 1861 года произведён в поручики и 9 мая того же года назначен адъютантом к командиру Отдельного Оренбургского корпуса, с переводом в Белорусский гусарский полк штабс-ротмистром.
С самого начала своей службы в Оренбургском корпусе Вульферт состоял при русских войсках на Сыр-Дарьинской линии и за отличие при рекогносцировке 1863 года к городу Туркестану был произведён в ротмистры. В кампании следующего года Вульферт во время проведения осадных работ под Туркестаном командовал пехотным прикрытием инженеров и за отбитие штыками вылазки неприятеля из осаждённого города (12 июня) был награждён орденом св. Анны 3-й степени с мечами и бантом.
В 1865 году Вульферт состоял при генерале Черняеве и участвовал в осаде Ташкента. В день штурма, 15 июня, взойдя на городскую стену с несколькими охотниками, Вульферт тотчас же кинулся вдоль стены и, несмотря на отчаянное сопротивление кокандцев, штыками прогнал их с ближайшего барбета и овладел одним орудием, но сам был ранен пулей в руку. За это дело Вульферт был произведён в майоры и 25 декабря 1865 года награждён орденом св. Георгия 4-й степени (№ 10233 по кавалерскому списку Григоровича — Степанова).
В 1867 году Вульферт был назначен состоять по особым поручениям при главнокомандующем Кавказской армией, с зачислением по армейской кавалерии; в 1868 году награждён орденом св. Станислава 2-й степени и в 1870 году произведён в подполковники, в 1871 году получил императорскую корону к ордену св. Станислава 2-й степени. Затем он был адъютантом у великого князя Михаила Николаевича, в 1874 году получил персидский орден Льва и Солнца 3-й степени и 30 августа того же года произведён в полковники.
В 1877—1878 годах Вульверт в рядах Кавказской армии участвовал в войне с турками и был награждён орденом св. Анны 2-й степени с мечами.
После войны, Вульферт был назначен начальником Закатальского округа, с оставлением по армейской кавалерии; 24 мая 1879 года награждён орденом св. Владимира 3-й степени. 26 мая 1882 года он причислен к Главному артиллерийскому управлению для особых поручений, затем недолго был комендантом Гельсингфорса, и так же недолго состоял по особым поручениям при Варшавском генерал-губернаторе и командующем войсками Варшавского военного округа. В январе 1884 года произведён в генерал-майоры и в апреле того же года был зачислен в запасные войска.
Скончался в ноябре 1894 года.